# Gagea azutavica
Gagea azutavica är en liljeväxtart som beskrevs av Kotukhov. Gagea azutavica ingår i Vårlökssläktet och i familjen liljeväxter. Inga underarter finns listade.